# جورج كوبر (ممثل)
جورج كوبر (بالإنجليزية: George Cooper)‏ هو ممثل أمريكي، ولد في 12 ديسمبر 1892 في الولايات المتحدة، وتوفي بنفس المكان في 9 ديسمبر 1943.

## وصلات خارجية
- جورج كوبر على موقع IMDb (الإنجليزية)
- جورج كوبر على موقع ألو سيني (الفرنسية)
- جورج كوبر على موقع أول موفي (الإنجليزية)
- جورج كوبر على موقع قاعدة بيانات الأفلام السويدية (السويدية)
- جورج كوبر على موقع قاعدة بيانات الفيلم (الإنجليزية)
- جورج كوبر على موقع كينوبويسك (الروسية)